# Nea Ionia (Attica)
Nea Ionia of Nea Ionia Attikis (Grieks: Νέα Ιωνία of Νέα Ιωνία Αττικής) is een gemeente (dimos) in de Griekse bestuurlijke regio (periferia) Attica.